# Tielen
Tielen település Németországban, Schleswig-Holstein tartományban. Lakosainak száma 304 fő (2023. december 31.).

## Népesség
A település népességének változása:
| Lakosok száma | 344  | 290  | 282  | 296  | 296  | 304  |
|               | 1975 | 2017 | 2019 | 2021 | 2022 | 2023 |